# Reproduction in Domestic Animals
Reproduction in Domestic Animals (ook Zuchthygiene) is een internationaal, aan collegiale toetsing onderworpen wetenschappelijk tijdschrift op het gebied van de
veeteelt,
voortplanting en
diergeneeskunde.
De naam wordt in literatuurverwijzingen meestal afgekort tot Reprod. Domest. Anim.
Het wordt uitgegeven door John Wiley and Sons en verschijnt 6 keer per jaar.